# Teide
Teide eller Pico del Teide er en 3.718 meter høj vulkan beliggende på Tenerife på de Kanariske Øer. Det sidste udbrud skete i 1909. Vulkanen udgør sammen med omegnen Teide Nationalpark med et samlet areal på 18.900 ha. Siden 29. juni 2007 har parken været på UNESCOs Verdensarvsliste, og siden slutningen af samme år har den været en af Spaniens Tolv Skatte.
Teide er Spaniens højeste punkt og samtidig det højeste punkt i Atlanterhavet og det trettendehøjeste bjerg i EU (det højeste heraf, der ikke ligger i Alperne). Den er verdens tredjehøjeste ø-vulkan, og skønt den ikke har haft udbrud i hundrede år, regnes den fortsat for aktiv. FN's komite for katastrofebekæmpelse har inddraget Teide i sit såkaldte Decade Volcanos-program på grund af dens historie med voldsomt ødelæggende udbrud og beliggenhed nær ved flere større byer som Garachico, Icod de los Vinos og Puerto de la Cruz

## Vulkanens dannelse
De to stratovulkaner Teide og Pico Viejo er de to nyeste centre for vulkansk aktivitet på Tenerife, som er den største (2.058 km²) og højeste (3.718 m) ø i de Kanariske Øer og har en kompleks vulkansk historie. Dannelsen af øen og den nuværende vulkan Teide kan sammenfattes i fire trin, der kan ses i diagrammet til højre. 

### Første trin
Som de øvrige kanarieøer og andre vulkanske oceanøer blev Tenerife skabt ved en samling af tre større skjoldvulkaner, der udviklede sig over en relativ kort periode. Denne tidlige samling af skjoldvulkaner skabte kernen af Tenerife. Skjoldvulkanerne daterer sig tilbage til miocæn og tidlig pliocæn, for omkring 5-10 millioner år siden, og kan genfindes i tre selvstændige og dybt eroderede massiver: Anaga mod nordøst, Teno mod nordvest og Roque del Conde mod syd. Hver af disse skjolde opstod tilsyneladende på under tre millioner år, og hele øen opstod på omkring otte millioner år.

### Andet og tredje trin
Første trin blev fulgt af en periode på to-tre millioner år med ro på udbrudsfronten samt erosion. Sådanne ophør på udbrud er ikke usædvanlige for de Kanariske Øer; således er La Gomera på nuværende tidspunkt i en sådan erosionsperiode. Efter denne rolige periode blev de vulkanske aktiviteter koncentreret i to større dannelser: Den centrale vulkan, der betegnes Las Cañadas, og Anaga-massivet. Las Cañadas-vulkanen udviklede sig hen over miocæn-vulkanerne og kan have haft en diameter på 40 km samt en højde på omkring 4.500 m.

### Fjerde trin
For omkring 160.000-220.000 år siden kollapsede toppen på den oprindelige Las Cañadas-vulkan og skabte en Las Cañadas-caldera. Senere dannedes en ny udgave af Las Cañadas-vulkanen, som på ny blev ramt af et voldsomt kollaps. Detaljerede undersøgelser viser, at denne vulkan havde centrum i udkanten af Guajara. Den tredje udgave af Las Cañadas-vulkanen dannedes i Diego Hernandez-sektoren af calderaen. Undersøgelser viser, at denne vulkan havde en højde nogenlunde som Teide, som også undertiden omtales som fjerde udgave af Las Cañadas.
Der er to teorier om dannelsen af den 16 × 9 km store caldera. Første teori går ud på, at sammenpresningen skyldtes et vertikalt kollaps af vulkanen. Kollapset skulle være sat i gang ved, at magmakamre under vulkanen, lige omkring vandoverfladen, blev tømt efter nogle gigantiske eksplosive udbrud. Den anden teori går ud på, at calderaen blev dannet efter en serie sideværts skred, nogenlunde som det kendes fra Hawaii. Beviser for denne teori har man fundet med såvel landmæssige observationer som maringeologiske studier.

### Femte trin
Seneste aktivitet på øen er forskydninger i nordvest og nordøst samt af Pico Viejo og Teide stratovulkanerne, hvis udbrud delvist har fyldt Las Cañadas-calderaen. Forskydningerne kan ses mellem de iøjnefaldende højdedrag mod nordøst og nordvest fra calderaen. Forskydningerne menes også at have skabt den tidligere Las Cañadas-vulkan samt været medvirkende til dens kollaps. Efter dette kollaps har vulkansk materiale fra sænkningerne udfyldt det resulterende inddæmmede område og slutteligt skabt de to vulkaner i selve inddæmningen.

## Historiske udbrud
På nuværende tidspunkt sover Teide, og det seneste udbrud fandt sted i 1909 fra El Chinyero-krateret. Historisk vulkansk aktivitet har fundet sted på kraterne på den nordvestlige side (Boca Gangrejo 1492, Montañas Negras 1706, Narices del Teide 1798 og El Chienyero 1909) og på den nordøstlige side (Siete Fuentes og Fasnia i 1704 og 1705). Udbruddet i 1706 fra Montañas Negras-krateret ødelagde byen og havnen i Garachico samt flere mindre landsbyer.
Columbus skal have rapporteret om at have set "...en enorm brand i Orotavadalen", da han passerede Tenerife på den rejse, der resulterede i hans første besøg i den nye verden i 1492. Dette fortolkes sådan, at han havde set et udbrud i denne dal. Imidlertid har radiometrisk datering af mulige lavaudsendelser modsagt dette udsagn. Men der er tilsvarende dateringer af et udbrud samme år fra Boca Gangrejo-krateret.
For omkring 150.000 år siden fandt et langt voldsommere udbrud sted, sandsynligvis af størrelsesordenen 5 på VEI-skalaen. Dette udbrud skabte Las Cañadas-calderaen, der befinder sig omkring 2.000 m over havets overflade. Ved Guajara på sydsiden heraf knejser indre vægge sig næsten som klinter fra 2.100 til 2.715 m. 
Fremtidige udbrud er mulige, men et tidspunkt herfor lader sig ikke bestemme. Der kan være risici for pyroklastiske udbrud svarende til dem, der kendes fra Merapi, Vesuv og flere andre. I løbet af 2003 var der en stigende seismisk aktivitet i vulkanen. Andre vulkaner som Mount St. Helens havde en tilsvarende seismisk aktivtitet inden udbrud, og aktiviteten tages som tegn på, at magmaen stiger i vulkanens indre. 
Teide regnes som nævnt som ustabil og har et stort fremspring på nordsiden. Dette fremspring menes dog ikke at have noget at gøre med stor tilstrømning af magma, men i højere grad at være resultatet af et langsomt nordgående kollaps af strukturen. Seismiske målinger antyder, at Teide kan være dannet hen over skråningen til den opfyldte Icod-dal. Toppen af vulkanen har en række små aktive fumaroler, der udsender svovldioxid og andre gasser, herunder mindre mængder af svovlbrinter.

## Flora og fauna
Lavastrømmene på siderne af Teide forvitrer til en meget tynd, men nærende og mineralrig jord, der giver grobund for en række forskellige plantearter. Karplanter består af 168 arter, hvor 33 findes endemisk på Tenerife.
Skove af Kanarie-Fyr (Pinus canariensis) findes mellem 1.000 og 2.100 m, hvorved de dækker den midterste del af vulkanen, og den har en alpin trægrænse på ca. 1.000 m under fastlandsbjerge på samme breddegrad. Længere oppe sørger Las Cañadas-calderaen for tilstrækkelig læ for mere skrøbelige arter som det kanariske cedertræ (Juniperus cedrus) og kanariefyr.
Den mest markante planteart i Teide Nationalpark er Teide-Visse (Spartocytisus supranubius) med hvide og lyserøde blomster, Teide-Margarita (Erysimum scoparium) med hvide og violette blomster, Juvel-Slangehoved (Echium wildpretii) med røde blomster, der danner en pyramide på op til tre meter i højden. Teide-Marguerit (Argyranthemum teneriffae) kan findes i helt op til 3.600 m højde, mens Teide-Viol (Viola cheiranthifolia kan findes helt til vulkanens top, hvilket gør den til den højestvoksende blomst i Spanien.
Disse planter har tilpasset sig det hårde miljø på vulkanen med stor højde, stærk sollys, ekstreme temperaturvariationer og mangel på væde. Adaptationsmåder omfatter halvsfæriske former, dunet eller voksdækket overflade, begrænset synligt bladareal og omfattende blomsterproduktion. Blomstringen finder sted i det sene forår og forsommeren (maj-juni).
I Teide Nationalparks fauna findes et stort antal hvirvelløse dyr, hvoraf over 40% af arterne er endemiske og 70 arter, der udelukkende findes i selve parken. Disse hvirvelløse dyr inkluderer edderkopper, biller samt tovingede, næbmundede og årevingede insekter.
Derimod har Teide Nationalpark kun et mindre antal hvirveldyr. Ti fuglearter bygger rede i parken, heriblandt blå bogfinke (Fringilla teydea), kanarisk piber (Anthus berthelotii), kanariefugl (Serinus canaria) og nogle tårnfalkearter (Falco tinnunculus). 
Der findes tre krybdyrarter i parken: Kanarisk firben (Gallotia galloti), kanarisk væggekko (Tarentola delalandii) og kanarisk skink (Chalcides viridanus). Af pattedyr findes der kun naturligt flagermus i parken, hvoraf den mest almindelige er Leislers flagermus (Nyctalus leisleri). Andre pattedyr som muflon, vildkanin, husmus, sort rotte, vildkat og algiersk pindsvin (Atelerix algirus) er alle indført i parken. 

## Adgang til parken
Vulkanen og dens omgivelser, herunder hele Las Cañadas-calderaen, er beskyttet som nationalpark under det lokale navn Parque Nacional del Teide. Der er adgang via en offentlig vej, der løber på tværs af calderaen fra sydvest til nordøst. Det offentlige busselskab TITSA har en rute, til Teide fra såvel Puerto de la Cruz som fra Playa de las Américas, begge med en daglig afgang frem og tilbage. Et parador (luksushotel) er anlagt i parken sammen med et lille kapel. Teleférico-svævebanen går fra vejsiden i 2.356 m højde til 3.555 m højde, altså næsten til toppen. Hver kabine kan medbringe 38 personer (34 ved kraftig vind) og er otte minutter om at nå til toppen. I højsæsonen kan ventetiden til denne bane være på over to timer. Adgang til selve toppen er begrænset og kræver en (gratis) tilladelse for at bestige de øverste 200 m. Antallet er normalt begrænset til 150 om dagen.
På grund af højden er luftens iltindhold lavere end ved havoverfladen. Dette kan give personer med hjerte- eller lungeproblemer svimmelhed, højdesyge eller i specielle tilfælde bevidstløshed. Eneste behandling herfor er at vende tilbage til lavere højde og afvente akklimatisering.
På kanten af calderaen i 2.400 meters højde, står et antal store stjernekikkerter til astronomi, bl.a et dansk på 1 meter i diameter.

## Kulturelle referencer
- Mike Oldfield har skrevet og indspillet et stykke musik opkaldt efter bjerget: "Mount Teide", som kan findes på albummet Five Miles Out.
- Brian May skrev Queen-sangen "Tie Your Mother Down" i Observatorio del Teide i Izana i efteråret 1971, mens han skrev på en ph.d.-opgave i astrofysik.
- Det skal nævnes at hverken Star Wars-filmene eller Abernes planet er optaget ved Teide. Det er en gammel sejlivet myte, som selv mange lokale er ved at tro på.[kilde mangler]
- En stor del af scenerne i filmen Clash of the Titans blev optaget på Teide.